# Ивелин Илиев
Ивелин Илиев е български състезател по спортна акробатика, роден в Плевен.
Състезава се в дисциплините мъжка двойка и мъжка четворка. Завършва ССОУ „Георги Бенковски“, Плевен. Носител е на медали от световни и европейски първенства.